# Seznam výrobců jízdních kol
Tento seznam uvádí neúplný výčet výrobců jízdních kol. Výrobci jsou v něm řazeni podle země původu. Jednotlivé země (státy) a výrobci jsou řazeni abecedně.

## Evropa

### Velká Británie
| značka                              | město                              | zakladatel                                         | datum založení | datum zániku | datum obnovení | místo výroby |
| ----------------------------------- | ---------------------------------- | -------------------------------------------------- | -------------- | ------------ | -------------- | ------------ |
| A-bike                              |                                    | Sir Clive Sinclair                                 |                |              |                |              |
| Alldays & Onions                    | Birmingham                         | John Onions, William Allday                        | 1898           | 1918         |                |              |
| Apollo Bikes                        |                                    | Halfords                                           | 1930           |              |                |              |
| Ariel Motorcycles                   | Bournbrook, Birmingham             | Jack Sangster, Edward Turner, Val Page             | 1902           | 1970         |                | Anglie       |
| Bickerton                           |                                    | Harry Bickerton                                    | 1971           | 1989         |                |              |
| Boardman Bikes                      | Worcestershire                     | Chris Boardman, Sarah Mooney, Alan Ingarfield      | 2007           |              |                |              |
| Bootie                              | West Yorkshire                     | Thomas Kitchin, F. T. Kitchin                      | 1965           | 1973         |                |              |
| Bradbury                            | Oldham                             | Bradbury & Co.                                     | 1902           | 1924         |                |              |
| British Eagle                       | Mochdre, Newtown                   |                                                    |                | 1994         |                |              |
| Brompton Bicycle                    | Greenford, Londýn                  | Andrew Ritchie                                     | 1976           |              |                |              |
| BSA (Birmingham Small Arms Company) | Gun Quarter, Birmingham            | 14 bývalých vojáků                                 | 1861           | 1973         |                |              |
| Calcott Brothers                    | Coventry, West Midlands            | James Calcott                                      | 1886           | 1904         |                |              |
| Campion Cycle Company               | Nottingham                         |                                                    | 1901           | 1926         |                |              |
| Chater-Lea                          | Londýn                             | William Chater-Lea                                 | 1890           | 1928         | 2019           |              |
| Claud Butler                        | Londýn                             | Claud Butler                                       | 1928           | 1952         | 1987           |              |
| Coventry-Eagle (nyní Falcon Cycles) | Coventry, West Midlands            | Hotchkiss, Mayo & Meek                             | 1897           | 1939         |                |              |
| Currys                              | Acton, Londýn                      | Henry Curry                                        | 1884           | 1932         |                |              |
| Dawes Cycles                        | Castle Bromwich                    | Charles F. Dawes                                   | 1926           |              |                |              |
| Defiance Cycle Company              | Wales                              | Arthur Williams, William Williams                  | 1880           | 1948         |                |              |
| Dolan Bikes                         | Ormskirk, West Lancashire          | Terry Dolan                                        |                |              |                |              |
| Ellis Briggs                        | Shipley, West Yorkshire            | Leonard Ellis, Thomas Briggs                       | 1936           | 2018         |                |              |
| Enigma Titanium                     | Hailsham, Východní Sussex          | Jim Walke                                          | 2005           |              |                |              |
| Excelsior Motor Company             | Coventry, West Midlands            |                                                    | 1896           | 1910         |                |              |
| Falcon Cycles                       | Brigg, Severní Lincolnshire        |                                                    | 1880           |              |                |              |
| Flying Scot                         | Glasgow                            | David Rattray                                      | 1901           |              |                |              |
| Freddie Grubb                       | Brixton. Londýn                    | Frederick Henry Grubb                              | 1914           | 1952         |                |              |
| Genesis                             |                                    | H Young Holdings                                   | 2006           |              |                |              |
| Gocycle                             | Chessington, Londýn                | Richard Thorpe                                     | 2002           |              |                |              |
| Harry Quinn                         | Liverpool                          | Harry Quinn                                        | 1890           | 90. léta     |                |              |
| Hercules Cycle and Motor Company    | Birmingham                         | Edmund Crane, Harry Crane                          | 1910           | 2003         |                |              |
| Hillman                             | Ryton-on-Dunsmore                  | William Hillman                                    | 1907           | 1930         |                |              |
| Holdsworth                          | Londýn                             | William Frank "Sandy" Holdsworth                   | 1926           |              |                |              |
| Humber Cycles                       |                                    | Though Thomas Humber                               | 1868           |              |                |              |
| Islabikes                           | Bromfield, Ludlow, Shropshire,     | Isla Rowntree                                      | 2005           |              |                |              |
| Ivel Cycle Works                    | Biggleswade, Bedfordshire          | Dan Albone                                         | 1882           | 1893         |                |              |
| Kangaroo bicycle                    |                                    | Hillman, Herbert, and Cooper                       | 1884           |              |                |              |
| Matchless                           | Plumstead, Londýn                  | Henry Herbert Collier                              | 1899           | 1966         |                |              |
| Mercian Cycles                      | Derby, Derbyshire                  | Tom Crowther, Lou Barker                           | 1946           |              |                |              |
| Moulton Bicycle                     | Bradford on Avon, Wiltshire        | Dr Alex Moulton                                    | 1962           | 1967         | 1998           |              |
| Muddyfox                            | Basildon, Essex                    |                                                    |                |              |                |              |
| Norman Cycles                       | Ashford, Kent                      | Charles Norman, Fred Norman                        | 1918           | 1961         |                | Anglie       |
| Orange Mountain Bikes               | Halifax, West Yorkshire            |                                                    | 1988           |              |                |              |
| Pashley Cycles                      | Stratford nad Avonou, Warwickshire | William 'Rath' Pashley                             | 1926           |              |                |              |
| Phillips Cycles                     | Smethwick, poblíž Birminghamu      |                                                    | 1920           | 1980         |                |              |
| Planet X Limited                    | Rotherham                          | Dave Loughran                                      | 1988           |              |                |              |
| Premier Motorcycles                 | Coventry                           | W. H. Herbert, William Hillman                     | 1908           | 1926         |                |              |
| Quadrant Cycle Company              | Birmingham                         |                                                    | 1890           | 1928         |                |              |
| Raleigh Bicycle Company             | Nottingham                         | Frank Bowden, Richard Woodhead, Paul Angois        | 1885           |              |                |              |
| Ridgeback                           | Milton Keynes                      | Errol Drew                                         | 1983           |              |                |              |
| Riley Cycle Company                 | Coventry                           | William Riley                                      | 1896           | 1912         |                |              |
| Roberts Cycles                      | Selhurst (Croydon), Londýn         | Charlie Roberts                                    | 1945           |              |                |              |
| Robin Hood Cycle                    | Nottingham                         |                                                    |                | 1906         |                |              |
| Royal Enfield                       | Redditch, Worcestershire           | Albert Eadie, Robert Walker Smith                  | 1901           | 1967         |                |              |
| Rover Company                       | Solihull, Warwickshire             | John Kemp Starley, William Sutton                  | 1885           | 1910         |                |              |
| Rudge-Whitworth                     | Birmingham                         | Charles Henry Pugh, Charles Vernon Pugh, John Pugh | 1938           |              |                |              |
| Saracen Cycles                      | Warwick                            |                                                    | 1983           |              |                |              |
| Sinclair Research                   | Cambridge                          | Clive Sinclair                                     | 1992           |              |                |              |
| Singer Motors Limited               | Coventry                           | George Singer                                      | 1874           | 1901         |                |              |
| Star Motor Company                  | Wolverhampton                      | Edward Lisle                                       | 1870           | 1905         |                |              |
| Strida                              | Londýn                             | Mark Sanders                                       | 1983           |              |                |              |
| The Sun Cycle & Fittings            | Aston, Birmingham                  | James Parkes & Son                                 | 1885           | 1911         |                |              |
| Sunbeam bicycles                    | Wolverhampton, Staffordshire       | John Marston                                       | 1912           | 1956         |                |              |
| Thorn Cycles                        | Bridgwater, Somerset               | Robin Thorn                                        | 1984           |              |                | Tchaj-wan    |
| Triumph Cycle                       | Nottingham                         | Siegfried Bettmann                                 | 1894           | 1956         |                |              |
| TI Group                            | Abingdon, Oxfordshire              | Smiths Group                                       | 1919           | 2000         |                |              |
| Uppadine Cycles                     | Doncaster                          |                                                    | 1940           | 1970         |                |              |
| Vindec High Riser                   |                                    | Brown Brothers                                     | 1972           |              |                |              |
| Viking Cycle Company                | Wolverhampton                      | Alfred Victor Davies                               | 1908           | 1967         |                |              |
| Whippet                             | Londýn                             | C. M. Linley                                       | 1885           | 1888         |                |              |
| Witcomb Cycles                      | Deptford, Londýn                   | Barrie Witcomb                                     | 1949           |              |                |              |
| Whyte Bikes                         |                                    |                                                    | 1999           |              |                |              |

### Belgie
| značka             | město         | zakladatel       | datum založení | datum zániku | datum obnovení | místo výroby         |
| ------------------ | ------------- | ---------------- | -------------- | ------------ | -------------- | -------------------- |
| L'AVENIR           |               |                  |                |              |                |                      |
| BONAVENTURE        |               |                  |                |              |                |                      |
| COWBOY             |               |                  |                |              |                |                      |
| Flandria           | Zedelgem      | Alexander Claeys | 1825           | 1986         | 2002           | Zedelgem a Zwevezele |
| GRANVILLE          |               |                  |                |              |                |                      |
| Frank Hoste        |               |                  |                |              |                |                      |
| Eddy Merckx Cycles | Paal-Beringen | Eddy Merckx      | 1980           |              |                |                      |
| Minerva            | Antverpy      | Sylvain de Jong  | 1897           | 1956         |                |                      |
| Ridley Bikes       | Paal-Beringen | Jochim Aerts     | 1997           |              |                |                      |
| Thompson           |               |                  |                |              |                |                      |

### Bělorusko
| značka | město | zakladatel | datum založení | datum zániku | datum obnovení | místo výroby |
| ------ | ----- | ---------- | -------------- | ------------ | -------------- | ------------ |
| AIST   | Minsk | vláda      | 1947           |              |                |              |

### Česko
| značka                               | město                  | zakladatel                                                                        | založeno | zaniklo | datum obnovení | místo výroby |
| ------------------------------------ | ---------------------- | --------------------------------------------------------------------------------- | -------- | ------- | -------------- | ------------ |
| 4EVER                                | Studénka               | Petr Brož, Radim Brož                                                             | 1994     |         |                |              |
| Agogs Electric Bikes                 | Praha Krč              |                                                                                   | 2007     |         |                |              |
| Agon                                 | Loučná nad Desnou      |                                                                                   |          | 1930    |                |              |
| Achilles                             | Horní Police           | Antonín Schneider, Václav John, František Hruška                                  | 1894     |         |                |              |
| Amulet                               | Brno                   | Techsport                                                                         | 1996     |         |                |              |
| Moric Arndt                          | Čenkov                 | Moric Arndt                                                                       | 1929     | 1933    |                |              |
| Anlen                                |                        |                                                                                   |          |         |                |              |
| Autfit                               | Praha                  | Jan Machek                                                                        | 1910     | 1933    |                |              |
| Author                               | Praha                  | Martin Havlena                                                                    | 1993     |         |                |              |
| Avon                                 | Praha Karlín           | Augustin Vondřích                                                                 | 1906     | 1934    |                |              |
| Assmann                              | Jedlka                 |                                                                                   |          | 1930    |                |              |
| AZUB bike                            | Uherský Brod           | Aleš Zemánek                                                                      | 2000     |         |                |              |
| Jiří Bareš                           | Brandýs nad Labem      | Jiří Bareš                                                                        | 1991     |         |                |              |
| E. Beran                             | Hradec Králové         |                                                                                   |          |         |                |              |
| Bike Fun International               | Kopřivnice             |                                                                                   | 2001     |         |                |              |
| Josef Blažek                         | Chlumec nad Cidlinou   |                                                                                   |          |         |                |              |
| Apache bike                          | České Budějovice       | Vladimír Míka                                                                     | 2001     |         |                |              |
| Slavomír Bureš                       | Nové Strašecí          |                                                                                   |          |         |                |              |
| JBP Jaroslav Buriánek                | Plzeň                  |                                                                                   |          |         |                |              |
| Antonín Daneš                        | Holice v Čechách       |                                                                                   |          |         |                |              |
| Continent                            | Varnsdorf              | Eitrich a spol.                                                                   | ~1935    |         |                |              |
| DURATEC                              | Město Touškov          | Milan Duchk                                                                       | 1987     |         |                |              |
| Bohumil "Boža" Kubrycht (Falcon)     | Praha                  | Bohumil Kubrycht                                                                  | 1915     | 1937    |                |              |
| EPOS Emil Pospíšil                   | Kralupy nad Vltavou    |                                                                                   |          |         |                |              |
| Es-Ka Cheb                           | Cheb                   |                                                                                   |          |         |                |              |
| ESKA Cheb                            | Cheb                   |                                                                                   |          |         |                |              |
| Favorit                              | Rokycany               | sloučením Kola Tripol Hering a Kola Tudor                                         | 1948     |         | 2011           |              |
| Festka                               | Praha-Vinohrady        | Michael Moureček, Ondřej Novotný                                                  | 2010     |         |                |              |
| Fort                                 | Ústí nad Orlicí        |                                                                                   |          |         |                |              |
| Frank & Neufeld                      | Brno                   |                                                                                   |          |         |                |              |
| Fuchs Zuckmantel Jízdní kola „F Z K“ | Zlaté Hory             | K. Fuchs                                                                          | 1923     |         |                |              |
| Galaxy                               | Písek                  |                                                                                   |          |         |                |              |
| A. Gottwald                          | Uherské Hradiště       |                                                                                   |          |         |                |              |
| František Halíř                      | Jičín                  |                                                                                   |          |         |                |              |
| Handl                                | Štepánov               |                                                                                   |          |         |                |              |
| HEAD                                 | Opava                  |                                                                                   |          |         |                |              |
| Herring Velo                         | Rokycany               |                                                                                   | 1901     | 1922    |                |              |
| Max Herzog                           | Úpice                  |                                                                                   |          |         |                |              |
| Jenda Horák                          | Tachlovice             |                                                                                   |          |         |                |              |
| Jaroslav Hrdlička                    | Mělník                 |                                                                                   |          |         |                |              |
| Jaroslav Hustoles                    | Dušníky                | Jaroslav Hustoles                                                                 |          |         |                |              |
| Klika a Malý                         |                        |                                                                                   |          |         |                |              |
| Kohout                               | Smíchov                | Jan Kohout                                                                        | 1880     |         |                |              |
| Kola Tripol Hering                   | Rokycany               |                                                                                   | 1922     | 1948    |                |              |
| Kola Tudor                           | Rokycany               |                                                                                   | 1934     | 1948    |                |              |
| KoloLoka (repasování kol)            |                        |                                                                                   |          |         |                |              |
| Adolf Kos                            | Praha-Ďáblice          |                                                                                   |          |         |                |              |
| Kovodružstvo Mladá Boleslav (Spurt)  | Kosmonosy              |                                                                                   | 1985     | 1996    |                |              |
| Kroutl                               | České Budějovice       |                                                                                   |          |         |                |              |
| Křivánek                             | Brno                   |                                                                                   |          |         |                |              |
| Vojtěch Kulhánek                     | Hradec Králové         | Vojtěch Kulhánek                                                                  | 1856     | 1949    | 1991           |              |
| LAS, firma Lněnička a Syn            | Skuteč                 | Lněnička, Moudrý                                                                  | 1937     | 1948    |                |              |
| Laurin & Klement                     | Mladá Boleslav         |                                                                                   |          |         |                |              |
| Leader Fox                           | České Budějovice       | Pavel Müller                                                                      |          |         |                |              |
| LOPED-tříkolky                       | Tachlovice             |                                                                                   |          |         |                |              |
| Liberta                              | Mělník                 |                                                                                   |          |         |                |              |
| Madison                              | Praha                  | značka užívaná pro levnější kola Author prodávaná v obchodech řetězce Mountfield. | 1999     | 2010    |                |              |
| MAS, v rámci koncernu Baťa           | Zlín                   |                                                                                   | 1934     | 1939    |                |              |
| Josef Matějka                        | Semily                 |                                                                                   |          |         |                |              |
| Maxbike                              | Ostrava Svinov         | Jiří Janečko                                                                      | 1994     |         |                |              |
| Merit                                |                        |                                                                                   |          |         |                |              |
| Vilém Michl „Orion“                  | Slaný                  | Vilém Michl                                                                       | 1894     | 1932    |                |              |
| Morati                               | Mariánské Údolí        |                                                                                   | 1994     | 2009    |                |              |
| Ogar                                 | Praha                  |                                                                                   |          |         |                |              |
| Olpran                               | Olomouc                | Jaroslav Luňák                                                                    | 1991     |         |                |              |
| Pells                                | Brno                   |                                                                                   | 2002     |         |                |              |
| Antonín Perič                        | Praha                  | Antonín Perič                                                                     | 1933     | 1948    |                |              |
| Jaroslav Pichner, jízdní kola Šumava | Klatovy                | Jaroslav Pichner                                                                  | 1922     | 1948    |                |              |
| Praga Brno                           | Brno                   | J.Křivánek                                                                        |          |         |                |              |
| Premiér Works a.s.                   | Praha                  | Hillman, Herbert, Cooper                                                          | 1875     | 1947    |                | Cheb         |
| MRX                                  | Hněvotín               | PROFIL BICYCLES CZ, Miroslav Dorazil                                              | 1998     |         |                | Hněvotín     |
| Míra Pumr                            | Bolehošť               | Míra Pumr                                                                         | 1947     | 1948    |                |              |
| Qayron                               | Úpice                  | BP LUMEN                                                                          | 2019     |         |                |              |
| Ravo                                 | Hostivice – Palouky    | Progress Cycle, a.s. / Josef Přib                                                 |          | 2010    |                |              |
| RB-bike                              | Praha, Jezdkovice      | Roman Bartosz                                                                     | 1991     |         |                | Jezdkovice   |
| REPETE Cycles                        | Praha-Vinohrady        | Robin Fišer, Mikoláš Voverka                                                      | 2012     |         |                | Praha        |
| Rock Machine                         | Kopřivnice             |                                                                                   | 1994     |         |                | Kopřivnice   |
| Stadion                              | Rakovník               |                                                                                   | 1936     | 1948    |                |              |
| Superior                             | Kopřivnice             | Jaroslav Výborný                                                                  | 1993     |         |                | Kopřivnice   |
| Škoda                                | Mladá Boleslav         | ŠKODA AUTO a.s.                                                                   |          |         |                |              |
| Šlégr                                | Kladno                 |                                                                                   |          |         |                |              |
| Robert Štěrba                        | Praha-Spořilov         |                                                                                   |          |         |                |              |
| František Štantejský                 | Praha II               |                                                                                   |          |         |                |              |
| Rudolf Štásek                        | Týniště nad Orlicí     |                                                                                   |          |         |                |              |
| Tripol                               | Rokycany               | Swetlik, Kastrup (majitelé Es-Ky Cheb)                                            | 1922     | 1935    |                |              |
| M. Válek                             | Ostrava-Mariánské Hory |                                                                                   |          |         |                |              |
| Velamos                              | Sobotín                | Josef Heinz, Gustav Heinz                                                         | 1930     | 2017    |                |              |
| Votavová                             | Slaný                  |                                                                                   |          |         |                |              |
| Walter                               | Praha (Smíchov)        | Josef Walter                                                                      | 1898     |         |                |              |
| Wippermann                           | Kralupy nad Vltavou    |                                                                                   |          |         |                |              |
| Zbrojovka Brno                       | Brno                   |                                                                                   | 1924     |         |                |              |
| Zbrojovka Strakonice                 | Strakonice             |                                                                                   | 1929     | 1946    |                |              |
| Břetislav Zeman                      | Mladá Boleslav         |                                                                                   |          |         |                |              |
| YWES                                 | Slaný                  | Josef Votava                                                                      | 1921     |         |                |              |
| Quintbike                            | Opava                  | Marek Hřivňacký                                                                   | 2013     |         |                |              |

### Dánsko
| značka           | město | zakladatel                                | datum založení | datum zániku | datum obnovení | místo výroby |
| ---------------- | ----- | ----------------------------------------- | -------------- | ------------ | -------------- | ------------ |
| Biomega          | Kodaň | Jens Martin Skibsted, Elias Grove Nielsen | 1998           |              |                |              |
| Pedersen bicycle |       | Mikael Pedersen                           | 1890           |              |                | Anglie       |

### Finsko
| značka  | město    | zakladatel    | datum založení | datum zániku | datum obnovení | místo výroby |
| ------- | -------- | ------------- | -------------- | ------------ | -------------- | ------------ |
| Helkama |          |               |                |              |                |              |
| Solifer | Parainen | firma Tunturi | 1954           |              |                |              |
| Tunturi | Turku    |               | 1922           |              |                |              |

### Francie
| značka                  | město                        | zakladatel                           | datum založení | datum zániku | datum obnovení | místo výroby      |
| ----------------------- | ---------------------------- | ------------------------------------ | -------------- | ------------ | -------------- | ----------------- |
| Alcyon                  | Neuilly-sur-Seine            | Edmond Gentil                        | 1890           | 1954         |                |                   |
| B'Twin                  |                              | French Decathlon Group               | 2008           |              |                | Portugalsko, Asie |
| Clément                 | Lyon                         | Adolphe Clément-Bayard               | 1876           | 1909         |                |                   |
| Corima                  | Loriol-sur-Drôme             | Pierre Martin, Jean-Marie Riffard    | 1973           |              |                |                   |
| Cyfac International     | La Fuye Loire Valley         | Francis Quillon                      | 1983           |              |                |                   |
| Cycles Follis           | Danton, Lyon                 | Josepha Follise Myriama              | 1903           | 2007         |                |                   |
| Gitane                  | Machecoul                    | Marcel Brunelière                    | 1925           |              |                |                   |
| Gladiator Cycle Company | Le Pré-Saint-Gervais         | Alexandre Darracq, Paul Aucoq        | 1891           | 1902         |                |                   |
| Gnome et Rhône          | Paříž                        | Louis Seguin                         | 1920           | 1945         |                |                   |
| Helyett                 |                              |                                      |                |              |                |                   |
| René Herse              | Paříž                        | René Louis Théodore Herse            | 1945           | 1976         |                |                   |
| Hurtu                   | Albert, Somme                | E Diligeon                           | 1896           | 1930         |                |                   |
| Lapierre Bikes          | Dijon                        | Gaston Lapierre                      | 1946           |              |                |                   |
| Louison Bobet           |                              |                                      |                |              |                |                   |
| Look                    | Nevers                       |                                      | 1984           |              |                |                   |
| Matra                   | Romorantin-Lanthenay         | Jean-Luc Lagardère, Marcel Chassagny | 1964           | 2003         |                |                   |
| Mochet                  | Rue Roque-de-Fillol, Puteaux | Georges Mochet                       | 1946           | 1963         |                |                   |
| Motobécane              |                              | Charles Benoit, Abel Bardin          | 1923           | 1981         |                |                   |
| Cycles Peugeot          | Sochaux                      | Armand Peugeot                       | 1882           |              |                |                   |
| Solex Carburetor        | Courbevoie                   | Dassault, Renault, Motobécane/MBK    | 1946           |              |                |                   |
| Stella                  |                              | Louison Bobet                        | 1909           |              |                |                   |
| Terrot                  | Dijon                        | Charles Terrot, Wilhelm Stücklen     | 1862           |              |                |                   |
| Time                    | Voreppe, Isère               | Roland Cattin                        | 1987           |              |                |                   |
| Urago                   | Nice, Francouzská Riviéra    | Bratři Uragové                       |                | 1980         |                |                   |
| VéloSoleX               | Courbevoie                   | Dassault, Renault, Motobécane/MBK    | 1946           |              |                |                   |
| Vitus                   | St. Etienne                  |                                      | 1970           |              |                |                   |

### Itálie
| značka               | město                                        | zakladatel                                              | datum založení     | datum zániku | datum obnovení | místo výroby           |
| -------------------- | -------------------------------------------- | ------------------------------------------------------- | ------------------ | ------------ | -------------- | ---------------------- |
| 3T Cycling           | Turín, provincie Turín                       | Mario Dedioniggi                                        | 1961               |              |                |                        |
| Abici                | Lombardie                                    | Giuseppe Marcheselli, Stefano Stelleti, Cristiano Gozzi | 2006               |              |                |                        |
| ALAN                 | Veggiano, provincie Padova                   | Lodovico Falconi                                        | 1972               |              |                |                        |
| Aprilia              | Noale, provincie Benátky                     | Cavaliere Alberto Beggio                                | 1945               |              |                |                        |
| Atala                | Monza, provincie Milán                       | Cesare Rizzato                                          | 1921               |              |                |                        |
| Basso Bikes          | San Zenone degli Ezzelini, provincie Treviso | Alcide Basso                                            | 1977               |              |                |                        |
| Battaglin            | Marostica, provincie Vicenza                 | Giovanni Battaglin                                      | 1981               |              |                |                        |
| Bianchi              | Miláno, provincie Milán                      | Edoardo Bianchi                                         | 1885               |              |                |                        |
| Bolt                 | Basiano, provincie Milán                     | Masciaghi                                               | 1967, kola od 2015 |              |                | Monza, provincie Milán |
| Bottecchia           | Cavarzere, provincie Benátky                 | Ottavio Bottecchia                                      | 1924               |              |                |                        |
| Emilio Bozzi         | Miláno, provincie Milán                      | Emilio Bozzi                                            | 1908               | 1968         |                |                        |
| Cassati              | Monza, provincie Milán                       | Pietro Casati                                           | 1920               |              |                |                        |
| Cinelli              | Miláno, provincie Milán                      | Cino Cinelli                                            | 1948               |              |                |                        |
| Colnago              | Cambiago, provincie Milán                    | Ernesto Colnago                                         | 1952               |              |                | Tchaj-wan, Asie        |
| Coppi Cicli          |                                              |                                                         |                    |              |                |                        |
| Dedacciai Strada     | Campagnola Cremasca, provincie Cremona       |                                                         | 1992               |              |                |                        |
| De Rosa              | Miláno, provincie Milán                      | Ugo De Rosa                                             | 1953               |              |                | Itálie                 |
| Di Blasi Industriale | Vizzini, metropolitní město Katánie          | Rosario Di Blasi                                        | 1974               |              |                |                        |
| Fondriest Bici       | Cavarzere, provincie Benátky                 | Maurizio Fondriest                                      | 2006               |              |                |                        |
| Full Dynamix         | Marostica                                    | Giovanni Battaglin                                      | 1999               |              |                |                        |
| Guerciotti           | Miláno, provincie Milán                      | Italo Guerciottim, Paolo Guerciotti                     | 1964               |              |                |                        |
| Gianni Motta         |                                              | GIANNI MOTTA                                            |                    |              |                |                        |
| Iride Bicycles       | Benátky, provincie Benátky                   | Umberto Gemmati                                         | 1919               |              |                |                        |
| Kuota                | Villasanta, provincie Monza a Brianza        | Kuota International Co. Ltd                             | 2001               |              |                |                        |
| Moser Cicli          | Trento, provincie Tridentsko                 | Francesco Moser                                         |                    |              |                |                        |
| Dario Pegoretti      | Caldonazzo, Trento                           | Dario Pegoretti                                         |                    |              |                |                        |
| Cicli Pinarello      | Treviso                                      | Giovanni Pinarello                                      | 1952               |              |                |                        |
| Pogliaghi            | Milán                                        | Sante Pogliaghi                                         | 1947               | 1983         |                |                        |
| SANNINO              | Turín, provincie Turín                       | Mauro Sannino                                           | 1978               |              |                | Itálie, Německo, Asie  |
| Somec                | Lugo                                         | Oliviero Gallegati                                      | 1973               |              |                |                        |
| Wilier Triestina     | Rossano Veneto                               | Pietro Dal Molin                                        | 1906               | 1962         | 1969           | Asie                   |
| WR Compositi         | Almenno San Bartolomeo, provincie Bergamo    | Alex Balestra, Jurij Balestra                           | 1992               |              |                |                        |

### Litva
| značka                                                 | město    | zakladatel          | datum založení | datum zániku | datum obnovení | místo výroby |
| ------------------------------------------------------ | -------- | ------------------- | -------------- | ------------ | -------------- | ------------ |
| Baltik vairas                                          | Šiauliai |                     | 1993           |              |                |              |
| G. Ērenpreis Bicycle Factory, nyní Ērenpreiss Bicycles | Riga     | Gustav Erenpreiss   | 1927           | 1942         | 2005           |              |
| Wittson Custom Ti Cycles                               | Klajpeda | Vidmantas Zukauskas | 1994           |              |                |              |

### Německo
| značka                           | město             | zakladatel                                            | datum založení | datum zániku | datum obnovení | místo výroby |
| -------------------------------- | ----------------- | ----------------------------------------------------- | -------------- | ------------ | -------------- | ------------ |
| Adler                            |                   |                                                       |                |              |                |              |
| Baronia                          | Bielefeld         | Karl Heidemann                                        | 1921           | 1973         |                |              |
| Bergamont                        |                   |                                                       |                |              |                |              |
| Biria                            |                   |                                                       |                |              |                |              |
| Birdy                            |                   | Markus Riese, Heiko Muller                            | 1992           |              |                | Tchaj-wan    |
| BMW                              |                   |                                                       |                |              |                |              |
| Brennabor                        | Braniborsko       | Adolf Reichstein, Carl Reichstein, Hermann Reichstein | 1892           |              |                |              |
| Canyon bicycles                  | Koblenz           | Roman Arnold, Franc Arnold                            | 2002           |              |                |              |
| Corratec                         |                   |                                                       |                |              |                |              |
| Cube                             | Waldershof        | Marcus Pürner                                         | 1993           |              |                |              |
| Derby Cycle                      | Cloppenburg       | Pon Holdings                                          | 1988           |              |                |              |
| Diamant Fahrradwerke             | Saská Kamenice    | Frederick Nevoigt, William Nevoigt                    | 1885           |              |                |              |
| Enik                             |                   |                                                       |                |              |                |              |
| Focus Bikes                      | Cloppenburg       | Mike Kluge                                            | 1993           |              |                |              |
| Ghost                            |                   |                                                       |                |              |                |              |
| Haibike                          |                   |                                                       |                |              |                |              |
| Hase Spezialräder                | Bochum            | Marec Hase                                            | 1994           |              |                |              |
| Heinkel                          |                   |                                                       |                |              |                |              |
| Hercules Fahrrad                 | Norimberk         | Carl Marschütz                                        | 1886           | 2003         |                |              |
| Hoffmann                         | Lintorf           | Jakob Oswald Hoffmann                                 | 1945           | 1954         |                |              |
| Industrieverband Fahrzeugbau     | Saská Kamenice    |                                                       | 1948           | 1991         |                |              |
| Iride Bicycles                   |                   |                                                       |                |              |                |              |
| Kalkhoff                         | Cloppenburg       | Heinrich Kalkhoff                                     | 1919           |              |                |              |
| Kettler                          | Ense              | Heinz Kettler                                         | 1949           |              |                |              |
| Liteville                        |                   |                                                       |                |              |                |              |
| MIFA Mitteldeutsche Fahrradwerke |                   |                                                       |                |              |                |              |
| Norta                            | Berlín            |                                                       | 2012           |              |                |              |
| NSU Motorenwerke                 | Neckarsulm        | Christian Schmidt                                     | 1900           | 1960         |                |              |
| Opel                             | Rüsselsheim       | Adam Opel                                             | 1886           | 1920         |                | Německo      |
| Prophete                         | Rheda-Wiedenbrück | Hermann Paul Prophete                                 | 1908           |              |                |              |
| Puky                             | Düsseldorf        |                                                       | 1949           |              |                | Německo      |
| Radon bikes                      |                   |                                                       |                |              |                |              |
| Riese und Müller                 | Darmstadt         | Markus Riese. Heiko Müller                            | 1993           |              |                | Tchaj-wan    |
| ROSE Bikes                       | Bocholt           | Heinrich Rose                                         | 1907           |              |                |              |
| Simson                           | Suhl              | Löb, Simson, Moses Simson                             | 1854           | 1952         |                |              |
| Stevens                          |                   |                                                       |                |              |                |              |
| Triumph-Werke Nürnberg           | Norimberk         | Siegfried Bettmann                                    | 1896           | 1956         |                |              |
| Victoria                         | Norimberk         |                                                       | 1901           | 1996         |                |              |
| Wanderer                         | Chemnitz          | Johann Baptist Winklhofer, Richard Adolf Jaenicke     | 1896           | 1945         |                |              |
| YT-young technologies            | Forchheim         | Markus Flossman                                       | 2008           |              |                |              |
| Zündapp                          |                   | Fritz Neumeyer, Friedrich Krupp AG                    | 1917           | 1984         |                |              |

### Nizozemí
| značka       | město                 | zakladatel                             | datum založení | datum zániku | datum obnovení | místo výroby |
| ------------ | --------------------- | -------------------------------------- | -------------- | ------------ | -------------- | ------------ |
| Batavus      | Heerenveen            | Andries Gaastra                        | 1904           |              |                |              |
| Gazelle      | Dieren                | Willem Kölling, Rudolf Arentsen        | 1892           |              |                |              |
| Isaac Cycles | Geelen, Limburg       |                                        | 2001           |              |                |              |
| Jan Janssen  | Putte                 | Jan Janssen                            | 1972           |              |                |              |
| KOGA         | Heerenveen            | Andries Gaastra                        | 1974           |              |                |              |
| RIH          | Venlo-Blerick, Venlo  | Willem Bustraan, Joop Bustraan         | 1921           |              |                |              |
| Sparta B.V.  | Apeldoorn, Gelderland | A. Verbeek; D.L. Schakel; L. Krijgsman | 1917           |              |                |              |

### Norsko
| značka           | město   | zakladatel      | datum založení | datum zániku | datum obnovení | místo výroby |
| ---------------- | ------- | --------------- | -------------- | ------------ | -------------- | ------------ |
| Den Beste Sykkel | Sandnes | Jonas Øglænd AS | 1982           |              |                | Čína         |
| Diamant          | Oslo    | A. Gresvi       | 1901           |              |                | Asie         |

### Maďarsko
| značka | město | zakladatel | datum založení | datum zániku | datum obnovení | místo výroby |
| ------ | ----- | ---------- | -------------- | ------------ | -------------- | ------------ |
| Gepida |       |            | 1996           |              |                |              |

### Polsko
| značka | město     | zakladatel                   | datum založení | datum zániku | datum obnovení | místo výroby |
| ------ | --------- | ---------------------------- | -------------- | ------------ | -------------- | ------------ |
| Kross  | Przasnysz | Zbigniew Sosnowski           | 1990           |              |                |              |
| Romet  | Bydhošť   | Zjednoczone Zakłady Rowerowe | 1971           | 2005         |                |              |
| Rondo  | Gdaňsk    |                              |                |              |                |              |

### Portugalsko
| značka          | město  | zakladatel         | datum založení | datum zániku | datum obnovení | místo výroby |
| --------------- | ------ | ------------------ | -------------- | ------------ | -------------- | ------------ |
| Esmaltina       |        |                    |                |              |                |              |
| Órbita bicycles | Águeda | Miralago S.A group | 1971           |              |                |              |

### Rakousko
| značka             | město       | zakladatel                                          | datum založení | datum zániku | datum obnovení | místo výroby |
| ------------------ | ----------- | --------------------------------------------------- | -------------- | ------------ | -------------- | ------------ |
| Gräf & Stift       | Vídeň       | Franz Gräf, Heinrich Gräf, Karl Gräf, Wilhelm Stift | 1902           | 2001         |                |              |
| KTM                | Mattighofen | Hans Trunkenpolz, Ernst Kronreif                    | 1934           |              |                |              |
| Puch               | Graz        | Johann Puch                                         | 1899           | 1978         |                | Rakousko     |
| Steyr-Daimler-Puch | Steyr       | Josef und Franz Werndl and Company                  | 1864           | 2001         |                |              |

### Rumunsko
| značka | město    | zakladatel           | datum založení | datum zániku | datum obnovení | místo výroby |
| ------ | -------- | -------------------- | -------------- | ------------ | -------------- | ------------ |
| Pegas  | Bukurešť | Uzina Mecanică Tohan | 1972           |              |                |              |

### Rusko
| značka                  | město             | zakladatel                                                 | datum založení | datum zániku | datum obnovení | místo výroby |
| ----------------------- | ----------------- | ---------------------------------------------------------- | -------------- | ------------ | -------------- | ------------ |
| Hetchins                |                   |                                                            |                |              |                |              |
| Alexander Leutner & Co. | Riga              | Alexander Leutner                                          | 1886           | 1923         |                |              |
| Triton Bikes            |                   |                                                            |                |              |                |              |
| Velomotors              | Kubinka, Odincovo | Alexander Nachevkin, Juij Alexander Nachevkin, Igor Ivanov | 1996           |              |                |              |

### Řecko
| značka       | město   | zakladatel       | datum založení | datum zániku | datum obnovení | místo výroby |
| ------------ | ------- | ---------------- | -------------- | ------------ | -------------- | ------------ |
| Ideal Bikes  | Patras  | Agios Vassileios | 1926           |              |                |              |
| Orient Bikes | Larissa |                  | 1987           |              |                |              |

### Slovensko
| značka | město      | zakladatel                   | datum založení | datum zániku | datum obnovení | místo výroby |
| ------ | ---------- | ---------------------------- | -------------- | ------------ | -------------- | ------------ |
| CTM    | Stará Turá |                              | 1994           |              |                |              |
| Dema   | Senica     |                              |                | 2025         |                |              |
| Kellys | Piešťany   | Peter Divinec, Brano Divinec | 1994           |              |                |              |
| Kenzel | Hurbanovo  |                              | 1991           |              |                |              |
| Mayo   | Trenčín    |                              | 2003           |              |                |              |
| VEDORA | Hurbanovo  |                              |                |              |                |              |
|        |            |                              |                |              |                |              |

### SSSR (zaniklý státní celek)
| značka   | město | zakladatel | datum založení | datum zániku | datum obnovení | místo výroby |
| -------- | ----- | ---------- | -------------- | ------------ | -------------- | ------------ |
| UKRAJINA |       |            |                |              |                |              |

### Španělsko
| značka        | město                                              | zakladatel                               | datum založení | datum zániku | datum obnovení | místo výroby |
| ------------- | -------------------------------------------------- | ---------------------------------------- | -------------- | ------------ | -------------- | ------------ |
| BH            | Vitoria-Gasteiz, Baskicko (autonomní společenství) | Beistegui Hermanos                       | 1909           |              |                |              |
| Gimson        | Figueres, Katalánsko                               | Pierre Gimbernat, Batlle Gimbernat       | 1930           | 1982         |                |              |
| Gios          | Elche, Alicante                                    | Alfredo Gios                             | 1958           |              |                |              |
| MMR           | Avilés, Asturie                                    |                                          |                |              |                |              |
| Orbea         | Mallabia                                           | Juan Manuel, Mateo Orbea, Casimiro Orbea | 1840           |              |                |              |
| Rabasa Cycles | Mollet del Vallès, Barcelona                       | Simeó Rabasa, Singla Rabasa              | 1922           |              |                |              |

### Švédsko
| značka                            | město    | zakladatel                                   | datum založení | datum zániku | datum obnovení | místo výroby |
| --------------------------------- | -------- | -------------------------------------------- | -------------- | ------------ | -------------- | ------------ |
| Fram                              | Uppsala  | Bernhard Oberg                               | 1897           | po roce 1980 |                |              |
| Husqvarna Motorcycles             |          |                                              |                | po roce 1980 |                |              |
| Itera                             |          | Volvo                                        | 1980           |              |                |              |
| Kronan                            |          | John Wahlbäck, Henry Avander, Martin Avander | 1997           |              |                |              |
| Monark                            | Varberg  | Birger Svensson                              | 1908           |              |                |              |
| Nymanbolagen                      | Uppsala  | Nymanbolagen AB                              | 1947           |              |                |              |
| Maskinfabriks-aktiebolaget Scania | Malmö    | Humber & Co                                  | 1900           | 1911         |                |              |
| Plastic bicycle                   | Göteborg | Volvo                                        | 1980           |              |                |              |

### Švýcarsko
| značka | město                      | zakladatel                         | datum založení | datum zániku | datum obnovení | místo výroby |
| ------ | -------------------------- | ---------------------------------- | -------------- | ------------ | -------------- | ------------ |
| BMC    | Grenchen, kanton Solothurn | Bob Bigelow                        | 1986           |              |                |              |
| Cilo   |                            |                                    |                |              |                |              |
| KOBA   | Buchse                     | Ján Koba                           | 1991           |              |                |              |
| Mondia |                            |                                    |                |              |                |              |
| Simpel | Maschwanden, kanton Zürich | Philip Douglas, Joachim Schneebeli | 2009           |              |                |              |

### Turecko
| značka  | město    | zakladatel                  | datum založení | datum zániku | datum obnovení | místo výroby |
| ------- | -------- | --------------------------- | -------------- | ------------ | -------------- | ------------ |
| Salcano | Istanbul | rodinná firma (Salih Akgül) | 1975           |              |                |              |

## Amerika

### Brazilíie
| značka             | město | zakladatel | datum založení | datum zániku | datum obnovení | místo výroby |
| ------------------ | ----- | ---------- | -------------- | ------------ | -------------- | ------------ |
| Brasil & Movimento |       |            |                |              |                |              |
| Caloi              |       |            |                |              |                |              |

### Kanada
| značka                                 | město                            | zakladatel        | datum založení | datum zániku | datum obnovení | místo výroby |
| -------------------------------------- | -------------------------------- | ----------------- | -------------- | ------------ | -------------- | ------------ |
| Argon 18                               |                                  |                   |                |              |                |              |
| Berlin & Racycle Manufacturing Company |                                  |                   |                |              |                |              |
| Brodie Bicycles                        |                                  |                   |                |              |                |              |
| Cannondale Bicycle Corporation         |                                  |                   |                |              |                |              |
| CCM                                    |                                  |                   |                |              |                |              |
| Cervéllo                               |                                  |                   |                |              |                |              |
| Co-Motion Cycles                       |                                  |                   |                |              |                |              |
| Coker                                  |                                  |                   |                |              |                |              |
| Columbia Bicycles                      |                                  |                   |                |              |                |              |
| Cycles Devinci                         |                                  |                   |                |              |                |              |
| GT Bicycles                            | Santa Ana, Jižní Kalifornie      |                   |                |              |                |              |
| Miele                                  |                                  |                   |                |              |                |              |
| Mountain Equipment Co-op               |                                  |                   |                |              |                |              |
| Norco                                  | Port Coquitlam, Britská Kolumbie | Bert Lewis        | 1964           |              |                |              |
| Procycle Group                         | Saint-Georges, Quebec            | Raymondem Dutilem |                |              |                |              |
| Rocky Mountain Bicycles                | Vancouver, Britská Kolumbie      |                   | 1981           |              |                |              |
|                                        |                                  |                   |                |              |                |              |

### Mexiko
| značka   | město | zakladatel | datum založení | datum zániku | datum obnovení | místo výroby |
| -------- | ----- | ---------- | -------------- | ------------ | -------------- | ------------ |
| Mercurio |       |            |                |              |                |              |
| Windsor  |       |            |                |              |                |              |

### USA
| značka                                 | město                         | zakladatel                                                    | datum založení | datum zániku | datum obnovení | místo výroby             |
| -------------------------------------- | ----------------------------- | ------------------------------------------------------------- | -------------- | ------------ | -------------- | ------------------------ |
| American Bicycle Company               |                               | Albert Augustus Pope                                          | 1898           | 1900         |                |                          |
| American Eagle (Nishiki)               | Los Angeles, Kalifornie       | Leo Cohen Sr., Rosa Belle Cohen                               | 1946           | 2001         |                | Japonsko, Tchaj-wan      |
| American Machine and Foundry (AMF)     | New Jersey, New York          | Rufus L. Patterson                                            | 1900           |              |                |                          |
| American Star Bicycle                  | Smithville, New Jersey        | G. W. Pressey, H. B. Smith Machine Company                    | 1880           |              |                |                          |
| Bacchetta                              | St. Petersburg, Florida       |                                                               | 2001           |              |                |                          |
| Barnes Cycle Company                   | Syracuse, New York            | William Van Wagoner                                           | 1895           | 1900         |                |                          |
| Bike Friday                            | Eugene, Oregon                | Alan Scholz, Hanz Scholz                                      | 1992           |              |                |                          |
| Bilenky Cycle Works                    | Filadelfie, Pensylvánie       | Stephen Bilenky                                               | 1983           |              |                |                          |
| Bohemian Bicycles                      | Tucson, Arizona               | David Bohm                                                    | 1994           |              |                |                          |
| Bontrager                              | Sunnyvale, Kalifornie         | Keith Bontrager                                               | 1978           |              |                |                          |
| Browning Arms Company                  | Morgan, Utah                  | John Moses Browning, Matthew Sandefur Browning                | 1878           |              |                |                          |
| Brunswick                              | Mettawa, Illinois             | John Moses Brunswick                                          | 1997           |              |                |                          |
| Burley Design                          | Eugene, Oregon                | Michael Coughlin                                              | 1978           | 2006         |                |                          |
| Calfee Design                          | La Selva Beach, Kalifornie    | Craig Calfee                                                  | 1987           |              |                |                          |
| Catrike                                | Orlando, Florida              | Paulo Camasmie                                                | 2000           |              |                |                          |
| Centurion                              | Canoga Park, Kalifornie       | Mitchell (Mitch) M. Weiner, Junya (Cozy) Yamakosh             | 1969           | 2000         |                |                          |
| Chicago Bicycle Company                | Chicago, Illinois             | Vermont Teddy Bear Company                                    | 1994           | 1997         |                |                          |
| Clark-Kent                             | Denver, Colorado              | Pat Clark, Dean Kent                                          | 1989           | 1995         |                |                          |
| CHUMBA                                 | Anaheim, Kalifornie           | Ted Tanouye                                                   | 1993           |              |                |                          |
| Co-Motion Cycles                       | Eugene, Oregon                | Dwan Shepard, Dan Vrijmoet                                    | 1988           |              |                |                          |
| Coker Tire                             | Chattanooga, Tennessee        | Harold Coker                                                  | 1958           |              |                |                          |
| Columbia Bicycles                      | Hartford, Connecticut         | Albert Augustus Pope                                          | 1876           |              |                |                          |
| Cortina Cycles                         | Santa Barbara, Kalifornie     | Raul Cortina                                                  | 1955           |              |                |                          |
| Cruzbike                               | Lumberton, Severní Karolína   | John Tolhurst                                                 | 2004           |              |                |                          |
| Cycle Force Group                      |                               | Nyle Nims                                                     | 1998           |              |                |                          |
| Dahon                                  | Los Angeles, Kalifornie       | David T. Hon                                                  | 1982           |              |                |                          |
| Diamondback Bicycles                   | Kent, Washington              |                                                               | 1977           |              |                |                          |
| Dynacraft BSC                          | American Canyon, Kalifornie   | Jerome Berman                                                 | 1984           |              |                |                          |
| Eagle Bicycle Manufacturing Company    |                               |                                                               |                |              |                |                          |
| Electra Bicycle Company                |                               |                                                               |                |              |                |                          |
| Ellsworth Handcrafted Bicycles         |                               |                                                               |                |              |                |                          |
| Fat City Cycles                        |                               |                                                               |                |              |                |                          |
| Felt Bicycles                          |                               |                                                               |                |              |                |                          |
| Fleetwing                              |                               |                                                               |                |              |                |                          |
| Fyxation                               |                               |                                                               |                |              |                |                          |
| Gendron Iron Wheel Company             |                               |                                                               |                |              |                |                          |
| Gormully & Jeffery                     |                               |                                                               |                |              |                |                          |
| Graflex                                |                               |                                                               |                |              |                |                          |
| Gunnar Cycles                          |                               |                                                               |                |              |                |                          |
| Harley-Davidson                        |                               |                                                               |                |              |                |                          |
| Haro Bikes                             |                               |                                                               |                |              |                |                          |
| Micajah C. Henley                      |                               |                                                               |                |              |                |                          |
| Mat Hoffman                            |                               |                                                               |                |              |                |                          |
| Huffy                                  |                               |                                                               |                |              |                |                          |
| Ibis                                   |                               |                                                               |                |              |                |                          |
| Indian Motocycle Manufacturing Company |                               |                                                               |                |              |                |                          |
| Independent Fabrication                |                               |                                                               |                |              |                |                          |
| Iron Horse Bicycles                    |                               |                                                               |                |              |                |                          |
| Iver Johnson                           |                               |                                                               |                |              |                |                          |
| Iverson (Stelber Cycle Corp)           |                               |                                                               |                |              |                |                          |
| JMC Bicycles                           |                               |                                                               |                |              |                |                          |
| Jamis Bicycles                         |                               |                                                               |                |              |                |                          |
| K2 Sports                              |                               |                                                               |                |              |                |                          |
| Kent International                     |                               |                                                               |                |              |                |                          |
| Kestrel USA                            |                               |                                                               |                |              |                |                          |
| KHS Bicycles                           |                               |                                                               |                |              |                |                          |
| Klein Bikes                            |                               |                                                               |                |              |                |                          |
| Kogswell Cycles                        |                               |                                                               |                |              |                |                          |
| Kona Bicycle Company                   |                               |                                                               |                |              |                |                          |
| LeMond Racing Cycles                   |                               |                                                               |                |              |                |                          |
| Lightning Cycle Dynamics               |                               |                                                               |                |              |                |                          |
| Litespeed                              |                               |                                                               |                |              |                |                          |
| Lotus                                  |                               |                                                               |                |              |                |                          |
| Lycoming Engines                       |                               |                                                               |                |              |                |                          |
| Lynskey Performance Designs            |                               |                                                               |                |              |                |                          |
| Marin Bikes                            |                               |                                                               |                |              |                |                          |
| Masi Bicycles                          |                               |                                                               |                |              |                |                          |
| Melon Bicycles                         |                               |                                                               |                |              |                |                          |
| Merlin Metalworks                      |                               |                                                               |                |              |                |                          |
| Milwaukee Bicycle Co.                  |                               |                                                               |                |              |                |                          |
| Mongoose                               |                               |                                                               |                |              |                |                          |
| Montague Bikes                         |                               |                                                               |                |              |                |                          |
| Moots Cycles                           |                               |                                                               |                |              |                |                          |
| Murray                                 |                               |                                                               |                |              |                |                          |
| Next                                   | American Canyon, Kalifornie   | Paul Anderson                                                 | 1999           |              |                | Čína                     |
| Niner                                  | Fort Collins, Colorado        | Chris Sugai, Steve Domahidy                                   | 2005           |              |                | Asie                     |
| Novara                                 | Kent, Washington              | Recreational Equipment, Inc.                                  | 2008           |              |                |                          |
| NUKEPROOF                              |                               |                                                               |                |              |                |                          |
| Olive Wheel Company                    |                               | F. W. Gridley                                                 | 1897           | 1900         |                | USA                      |
| Overman Wheel Company                  | Chicopee Falls, Massachusetts | Albert H. Overman                                             | 1882           | 1900         |                | USA                      |
| Pacific Cycle                          | Madison, Wisconsin            | Chris Hornung                                                 | 1977           |              |                | Tchaj-wan, Čína          |
| Pierce-Arrow Motor Car Company         | Buffalo, New York             | George N. Pierce                                              | 1896           | 1938         |                |                          |
| Pivot Cycles                           |                               |                                                               |                |              |                |                          |
| Pocket Bicycles                        | Cambridge, Massachusetts      |                                                               | 1970           |              |                |                          |
| Pope Manufacturing Company             | Hartford, Connecticut         | Albert Augustus Pope                                          | 1876           | 1918         |                |                          |
| Pure Cycles                            | Los Angeles, Kalifornie       | Michael Fishman, Jordan Schau, Zachary Schau, Austin Stoffers | 2010           |              |                |                          |
| Quality Bicycle Products               | Bloomington, MN               | Steve Flagg                                                   | 1981           |              |                |                          |
| Quintana Roo                           | Chattanooga, Tennessee        | Dan Empfield                                                  | 1987           |              |                |                          |
| R+E Cycles                             | Seattle, Washington           | Angel Rodriguez, Glenn Erickson                               | 1973           |              |                |                          |
| Radio Flyer                            | Chicago                       | Antonio Pasin                                                 | 1917           |              |                |                          |
| Rambler                                | Chicago                       | Thomas B. Jeffery                                             | 1878           | 1900         |                |                          |
| Rans Designs                           | Hays, Kansas                  | Randy Schlitter                                               | 1974           |              |                |                          |
| RazorUSA                               | Cerritos, Kalifornie          | Carlton Calvin, JD Corporation                                | 2000           |              |                |                          |
| Redline bicycles                       | Chatsworth, Kalifornie        | Linn Kastan, Mike Konle                                       | 1970           |              |                |                          |
| Rhoades Car                            | Hendersonville, Tennessee     | David Rhoades                                                 | 1981           |              |                |                          |
| Rivendell Bicycle Works                | Walnut Creek, Kalifornie      | Grant Petersen                                                | 1994           |              |                | USA, Japonsko, Tchaj-wan |
| Roadmaster                             | Olney, Illinois               |                                                               | 1936           |              |                |                          |
| Ross Bicycles                          | Williamsburg, New York        | Albert Ross, Ross Galvanizing Works                           | 1946           | 1988         | 2017           |                          |
| Rowbike                                |                               | Scott Olson                                                   |                |              |                |                          |
| Santana Tandems                        |                               |                                                               |                |              |                |                          |
| Santa Cruz Bicycles                    | Santa Cruz, Kalifornie        | Rob Roskopp, Mike Marquez, Rich Novak                         | 1994           |              |                |                          |
| Santana Cycles                         | La Verne, Kalifornie          | Bill McCready                                                 | 1976           |              |                |                          |
| Schwinn Bicycle Company                | Vancouver, Washington         | Ignaz Schwinn                                                 | 1895           |              |                |                          |
| Scott USA                              | Sun Valley, Idaho             | Ed Scott                                                      | 1958           |              |                |                          |
| Serotta                                | Saratoga Springs, New York    | Ben Serotta                                                   | 1972           | 2013         |                |                          |
| Seven Cycles                           | Watertown, Massachusetts      | Robert Vandermark                                             | 1997           |              |                |                          |
| Shelby Cycle Company                   | Shelby, Ohio                  | Charles Lindbergh                                             | 1925           | 1953         |                |                          |
| Shinola                                | Cass Corridor, Detroit        | Tom Kartsotis                                                 | 2011           |              |                |                          |
| Softride                               | Bellingham, Washington        | James Allsop, David Calopp                                    | 1989           |              |                |                          |
| Solé Bicycles                          | Venice, Kalifornie            | Jonathan Ross Shriftman, Jacob Medwell                        | 2010           |              |                |                          |
| SOMA Fabrications                      | San Francisco Bay Area        | Bradley Woehl, Jim Porter                                     | 2001           |              |                |                          |
| Spalding                               | Bowling Green, Kentucky       | Albert Spalding                                               | 1876           |              |                |                          |
| Specialized Bicycle Components         | Morgan Hill, Kalifornie       | Mike Sinyard                                                  | 1974           |              |                |                          |
| E. C. Stearns Bicycle Agency           | Syracuse, New York            | Edward Carl Stearns                                           | 1893           | 1899         |                |                          |
| Stelber Cycle Corp                     | New York City                 | George Barris                                                 | 1952           | 1970         |                |                          |
| Sterling Bicycle Co.                   | Chicago                       | Annie "Londonderry" Kopchovsky                                | 1894           | 1900         |                |                          |
| Surly Bikes                            | Bloomington, Minnesota        |                                                               | 1998           |              |                | Tchaj-wan                |
| Swift Folder                           | Brooklyn, New York            |                                                               | 2004           |              |                |                          |
| Swing Bike                             | San Diego, Kalifornie         | Ralph Belden                                                  | 1974           | 1978         |                |                          |
| Syracuse Cycle Company                 | Syracuse, New York            | John Chester Bowe                                             | 1895           | 1899         |                |                          |
| TerraTrike                             | Grand Rapids, Michigan        | Jack Wiswell, Wayne Oom                                       | 1997           |              |                |                          |
| Thomas Motor Company                   | Buffalo, New York             | Edwin Ross Thomas                                             | 1900           | 1919         |                |                          |
| Titus                                  |                               |                                                               |                |              |                |                          |
| Tommaso bikes                          | Denver, Colorado              |                                                               | 1985           |              |                |                          |
| Torker                                 | Kalifornie                    | Johnson Engineering                                           |                |              |                |                          |
| Trek Bicycle Corporation               | Waterloo, Wisconsin           | Richard (Dick) Burke, Bevil Hog                               | 1975           |              |                |                          |
| Turner Suspension Bicycles             | Murrieta, Kalifornie          | David Turner                                                  | 1994           |              |                |                          |
| Univega                                |                               | Ben Lawee                                                     | 1970           |              |                |                          |
| Van Dessel Sports                      | Mendham, New Jersey           | Edwin Bull                                                    | 2000           |              |                |                          |
| Velo Vie                               | Arizona                       |                                                               | 2006           |              |                |                          |
| Villy Custom                           | Dallas, texas                 | Fleetwood Hicks                                               | 2009           |              |                |                          |
| Volae                                  | Stevens Point, Wisconsin      | Rolf Garthus                                                  | 2003           |              |                |                          |
| Volagi Cycles                          | Ogden, Utah                   | Robert Choi, Barley Forsman                                   | 2010           |              |                |                          |
| Waterford Precision Cycles             | Waterford, Wisconsin          | Richard Schwinn                                               |                |              |                |                          |
| Western Flyer                          |                               | Western Auto                                                  | 1931           | 1998         |                |                          |
| Worden Bicycles                        | New York                      |                                                               |                | 1897         |                |                          |
| Wilderness Trail Bikes                 | Marin County, Kalifornie      | Steve Potts, Mark Slate                                       | 1980           |              |                |                          |
| Worksman Cycles                        | Queens, New York              | Morris Worksman                                               |                |              |                |                          |
| Wright Cycle Company                   | Dayton, Ohio                  | Abraham Wright, Joseph Nicholas                               | 1886           |              |                |                          |
| Xootr                                  | Kalifornie                    | Karl Ulrich, Nathan Ulrich, Tom Miner                         | 1999           |              |                |                          |
| Yamaguchi Bicycles                     | Rifle (Colorado), Colorado    | Koichi Yamaguchi                                              | 1987           |              |                |                          |
| Yeti Cycles                            | Golden, Colorado              | John Parker                                                   | 1985           |              |                |                          |
| Zigo                                   | South Orange, New Jersey      | SOMA Cycle, Inc.                                              |                |              |                |                          |

## Asie

### Čína
| značka                    | město                             | zakladatel | datum založení | datum zániku | datum obnovení | místo výroby |
| ------------------------- | --------------------------------- | --- | -------------- | ------------ | -------------- | ------------ |
| Flying Pigeon             | Tchien-ťin                        | | 1936           |              | 1949           |              |
| Magna                     |                                   | |                |              |                |              |
| Shanghai Phoenix Bicycles | Šanghaj                           | vláda | 1958           |              |                |              |
| Trinx Bikes               | Guangzhou                         | | 1992           |              |                |              |
| Mi QiCYCLE                | Beimao, Chaoyang District, Peking | Temasek (singapurská institucionální investiční firma), investiční nástroje vlastněné singapurskou vládou, IDG Capital a Qiming Venture Partners (čínské fondy rizikového kapitálu) a výrobce mobilních procesorů Qualcomm | 2010           |              |                |              |

### Hongkong
| značka     | město    | zakladatel | datum založení | datum zániku | datum obnovení | místo výroby |
| ---------- | -------- | ---------- | -------------- | ------------ | -------------- | ------------ |
| Neil Pryde | Hongkong |            |                |              |                |              |

### Indie
| značka                            | město                         | zakladatel                   | datum založení | datum zániku | datum obnovení | místo výroby |
| --------------------------------- | ----------------------------- | ---------------------------- | -------------- | ------------ | -------------- | ------------ |
| Hero Cycles                       | Ludhijána, Paňdžáb            | Hero Motors Company          | 1956           |              |                |              |
| Tube Investments of India Limited | Ambattur, Chennai, Tamil Nadu | Tube Investments Limited, UK | 1969           |              |                |              |

### Indonésie
| značka        | město                   | zakladatel | datum založení | datum zániku | datum obnovení | místo výroby |
| ------------- | ----------------------- | ---------- | -------------- | ------------ | -------------- | ------------ |
| Polygon Bikes | Sidoarjo, Východní Jáva |            | 1989           |              |                | Surabaya     |

### Japonsko
| značka                                | město                         | zakladatel          | datum založení | datum zániku | datum obnovení | místo výroby |
| ------------------------------------- | ----------------------------- | ------------------- | -------------- | ------------ | -------------- | ------------ |
| Bridgestone                           |                               | součást Anchor      | 1949           |              |                |              |
| Fuji Bikes                            |                               | Nichibei Fuji       | 1899           |              |                |              |
| Kawasaki                              |                               |                     |                |              |                |              |
| Kuwahara                              | Osaka                         | Sentaro Kuwahara    | 1918           |              |                |              |
| Miyata                                | Kawasaki (Kanagawa), Kanagawa | Eisuke Miyata       | 1890           |              |                |              |
| Nagasawa Racing Cycle                 | Kashiwara, Osaka              | Yoshiaki Nagasawa   | 1976           |              |                |              |
| National (Panasonic Cycle Technology) | Osaka                         |                     |                | 1989         |                |              |
| Panasonic                             | Kadoma, Osaka                 | Kōnosuke Matsushita | 1918           |              |                |              |
| Shimano                               | Higashi Minato, Sakai, Osaka  | Shozaburo Shimano   | 1921           |              |                |              |
| Suzuki                                | Hamamatsu, Shizuoka           | Michio Suzuki       | 1909           |              |                |              |
| Yamaha Motor Company                  | Iwata, Shizuoka               |                     | 1955           |              |                |              |

### Jižní Korea
| značka     | město      | zakladatel  | datum založení | datum zániku | datum obnovení | místo výroby |
| ---------- | ---------- | ----------- | -------------- | ------------ | -------------- | ------------ |
| Kia Motors |            |             |                |              |                |              |
| Samchuly   | Gangnam-gu | Kim Chul-Ho | 1944           |              |                |              |

### Pákistán
| značka        | město  | zakladatel | datum založení | datum zániku | datum obnovení | místo výroby |
| ------------- | ------ | ---------- | -------------- | ------------ | -------------- | ------------ |
| Sohrab Cycles | Lahore | družstvo   | 1952           |              |                |              |

### Tchaj-wan
| značka           | město             | zakladatel                                       | datum založení | datum zániku | datum obnovení | místo výroby |
| ---------------- | ----------------- | ------------------------------------------------ | -------------- | ------------ | -------------- | ------------ |
| Giant Bicycles   | Dajia District    | King Liu                                         | 1972           |              |                |              |
| Kinesis Industry | Dajia District    | bývalí zaměstnanci Giant Bicycles                | 1989           |              |                |              |
| Merida Bikes     | Yuanlin, Changhua | Mike Sinyard                                     | 1972           |              |                |              |
| Neobike          |                   | join-venture Euro-Tai SA a Brompton Bicycle Ltd. | 1992           |              |                |              |
| Pacific Cycles   | Hsin Wu, Taoyuan  |                                                  |                |              |                |              |
| Tern             | Tchaj-pej         | Florence Shen, Joshua Ho                         | 2011           |              |                |              |
| Velocite Bikes   | Kao-siung         | Victor Major                                     | 2008           |              |                |              |

## Austrálie a Nový Zéland

### Austrálie
| značka             | město     | zakladatel                          | datum založení | datum zániku | datum obnovení | místo výroby |
| ------------------ | --------- | ----------------------------------- | -------------- | ------------ | -------------- | ------------ |
| Apollo Bicycles    |           |                                     | 1978           |              |                |              |
| Malvern Star       | Melbourne | Tom Finnigan                        | 1902           |              |                |              |
| Speedwell bicycles | Sydney    | Charles W. Bennett. Charles R. Wood | 1882           | 1970         |                |              |

### Nový Zéland
| značka | město | zakladatel | datum založení | datum zániku | datum obnovení | místo výroby |
| ------ | ----- | ---------- | -------------- | ------------ | -------------- | ------------ |
| Avanti |       |            | 1985           |              |                |              |

## Afrika

### Jihoafrická republika
| značka         | město | zakladatel                    | datum založení | datum zániku | datum obnovení | místo výroby |
| -------------- | ----- | ----------------------------- | -------------- | ------------ | -------------- | ------------ |
| Morewood Bikes |       | Richard Carter, Victor Momsen | 1996           |              |                |              |

## Galerie

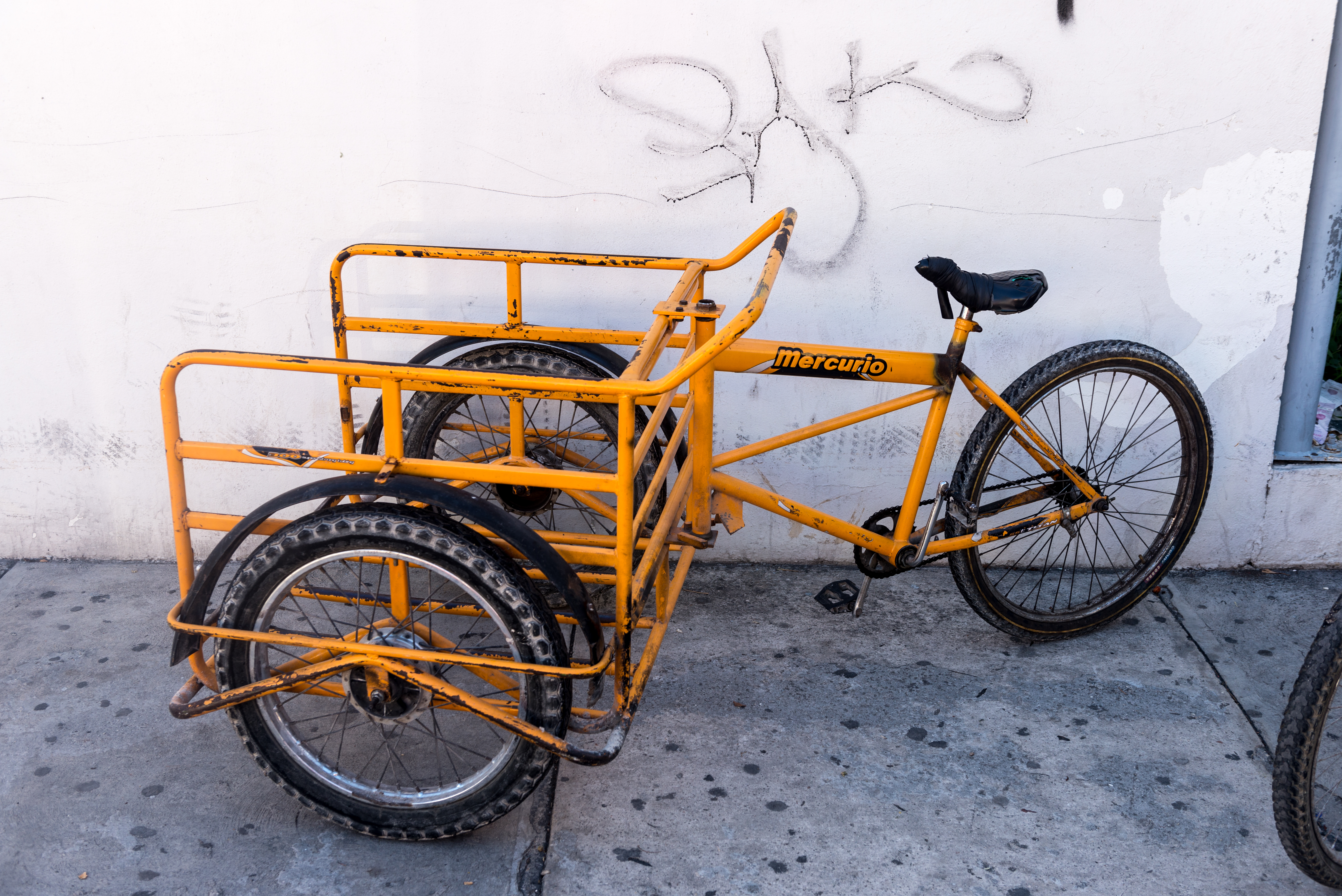
Mercurio, Mexiko